# Grupo del cubo de Rubik

Cubo de Rubik resuelto y sin resolver

El grupo del cubo de Rubik es un grupo {\displaystyle (G,\cdot )} que representa la estructura del rompecabezas mecánico llamado cubo de Rubik. Cada elemento del conjunto {\displaystyle G} corresponde a un movimiento del cubo, que es el efecto de cualquier secuencia de rotaciones de las caras del cubo. Con esta representación no solo se puede representar cualquier movimiento del cubo, sino también cualquier posición del cubo, detallando los movimientos del cubo necesarios para rotar el cubo resuelto a esa posición. De hecho, con la posición resuelta como punto de partida, existe un correspondencia uno a uno entre cada una de las posiciones posibles del cubo y los elementos de {\displaystyle G}. El grupo de operaciones {\displaystyle \cdot } es la composición de movimientos del cubo, correspondiente al resultado de realizar un movimiento del cubo tras otro.
Para caracterizar el grupo del cubo de Rubik, se etiqueta cada una de las 48 facetas no centrales con los números enteros del 1 al 48. Cada configuración del cubo se puede representar como una permutación de las etiquetas del 1 al 48, dependiendo de la posición de cada faceta. Usando esta representación, el cubo resuelto es la permutación identidad que deja el cubo sin cambios, mientras que los doce movimientos del cubo que rotan una capa del cubo 90 grados están representados por sus respectivas permutaciones. El grupo del cubo de Rubik es un subgrupo del grupo simétrico {\displaystyle S_{48}} generado por las seis permutaciones correspondientes a los seis movimientos del cubo en el sentido de las agujas del reloj. Con esta construcción, cualquier configuración del cubo alcanzable mediante una secuencia de movimientos del cubo está dentro del grupo. Su operación {\displaystyle \cdot } se refiere a la composición de dos permutaciones. Dentro del cubo, esto se refiere a combinar dos secuencias de movimientos del cubo, una tras otra. El grupo del cubo de Rubik es no abeliano, ya que la composición de los movimientos del cubo no es commutativa: realizar dos secuencias de movimientos del cubo en un orden diferente puede dar como resultado una configuración diferente.

## Movimientos en el cubo
Un cubo de Rubik {\displaystyle 3\times 3\times 3} consta de {\displaystyle 6} caras, cada una marcada con {\displaystyle 9} cuadrados de colores llamados facetas, para un total de {\displaystyle 54} facetas. Un cubo resuelto tiene todas las facetas de cada cara del mismo color.
Un movimiento de cubo gira una de las {\displaystyle 6} caras, ya sea {\displaystyle 90^{\circ },180^{\circ },} o {\displaystyle -90^{\circ }} (métrica de media vuelta). Una faceta central gira alrededor de su eje pero, por lo demás, permanece en la misma posición.
Los movimientos del cubo se describen con la notación Singmaster:
| Básico 90°                                                                       | 180°                                                                                           | -90°                                                                      |
| {\displaystyle F} gira el frente en el sentido de las agujas del reloj (horario) | {\displaystyle F^{2}} gira el frente en el sentido de las agujas del reloj (horario) dos veces | {\displaystyle F^{\prime }} gira el frente en sentido antihorario         |
| {\displaystyle B} gira la parte trasera en el sentido de las agujas del reloj    | {\displaystyle B^{2}} gira la parte trasera en el sentido de las agujas del reloj dos veces    | {\displaystyle B^{\prime }} gira la parte trasera en sentido antihorario  |
| {\displaystyle U} gira la parte superior en el sentido de las agujas del reloj   | {\displaystyle U^{2}} gira la parte superior en el sentido de las agujas del reloj dos veces   | {\displaystyle U^{\prime }} gira la parte superior en sentido antihorario |
| {\displaystyle D} gira la parte inferior en el sentido de las agujas del reloj   | {\displaystyle D^{2}} gira la parte inferior en el sentido de las agujas del reloj dos veces   | {\displaystyle D^{\prime }} gira la parte inferior en sentido antihorario |
| {\displaystyle L} gira la cara izquierda en el sentido de las agujas del reloj   | {\displaystyle L^{2}} gira la cara izquierda en el sentido de las agujas del reloj dos veces   | {\displaystyle L^{\prime }} gira la cara izquierda en sentido antihorario |
| {\displaystyle R} gira la cara derecha en el sentido de las agujas del reloj     | {\displaystyle R^{2}} gira la cara derecha en el sentido de las agujas del reloj dos veces     | {\displaystyle R^{\prime }} gira la cara derecha en sentido antihorario   |

El movimiento vacío es {\displaystyle E}. La concatenación {\displaystyle LLLL} es la misma que {\displaystyle E} y {\displaystyle RRR} es la misma que {\displaystyle R^{\prime }}.

## Estructura del grupo
A continuación se utiliza la notación descrita en resolver el cubo de Rubik. La orientación de las seis facetas centrales es fija.
Se puede identificar cada una de las seis rotaciones de caras como elementos del grupo simétrico en el conjunto de facetas no centrales. Más concretamente, es posible etiquetar las facetas no centrales con los números del 1 al 48, y luego identificar las seis rotaciones de caras como elementos del grupo simétrico S48 según cómo cada movimiento permuta las distintas facetas. El grupo del Cubo de Rubik, G, se define entonces como un subgrupo de S48 generado por las 6 rotaciones de caras, {\displaystyle \{F,B,U,D,L,R\}}.
El cardinal de G viene dado por
{\displaystyle |G|=43{.}252{.}003{.}274{.}489{.}856{.}000\,\!={\bigl (}{\bigl (}12!\cdot 8!{\bigr )}\div 2{\bigr )}\cdot {\bigl (}2^{12}\div 2{\bigr )}\cdot {\bigl (}3^{8}\div 3{\bigr )}=2^{27}3^{14}5^{3}7^{2}11}
A pesar de ser tan grande, el algoritmo de Dios para el cubo de Rubik es 20; es decir, cualquier posición se puede resolver en 20 o menos movimientos (donde un medio giro se cuenta como un solo movimiento; si un medio giro se cuenta como dos cuartos de giro, entonces el número de Dios es 26).
El orden más grande de un elemento en G es 1260. Por ejemplo, uno de esos elementos de orden 1260 es
{\displaystyle (RU^{2}D^{-1}BD^{-1})}.
G es no abeliano (es decir, no todos los movimientos en el cubo conmutan entre sí) ya que, por ejemplo, {\displaystyle FR} no es lo mismo que {\displaystyle RF}. El centro de G consta de solo dos elementos: la identidad (es decir, el estado resuelto) y el superflip.

### Subgrupos
Considérense dos subgrupos de G: primero el subgrupo Co de orientaciones de cubos, los movimientos que dejan fija la posición de cada bloque, pero pueden cambiar las orientaciones de los bloques. Este grupo es un subgrupo normal de G. Puede representarse como el cierre normal de algunos movimientos que voltean algunos bordes o giran algunas esquinas. Por ejemplo, es el cierre normal de los dos movimientos siguientes:
{\displaystyle BR^{\prime }D^{2}RB^{\prime }U^{2}BR^{\prime }D^{2}RB^{\prime }U^{2},\,\!} (girar dos esquinas)
{\displaystyle RUDB^{2}U^{2}B^{\prime }UBUB^{2}D^{\prime }R^{\prime }U^{\prime },\,\!} (voltear dos aristas).
En segundo lugar, se toma el subgrupo {\displaystyle C_{P}} de permutaciones de cubos, los movimientos que pueden cambiar las posiciones de los bloques, pero dejan la orientación fija. Para este subgrupo hay varias opciones, dependiendo de la forma precisa en que se defina la "orientación". Una opción es el siguiente grupo, dado por generadores (el último generador es un ciclo de 3 en los bordes):
{\displaystyle C_{p}=[U^{2},D^{2},F,B,L^{2},R^{2},R^{2}U^{\prime }FB^{\prime }R^{2}F^{\prime }BU^{\prime }R^{2}].\,\!}
Dado que Co es un subgrupo normal y la intersección de Co y Cp es la identidad y su producto es el grupo de cubos completo, se deduce que el grupo de cubos G es el producto semidirecto de estos dos grupos, o en notación matemática
{\displaystyle G=C_{o}\rtimes C_{p}.\,}
A continuación se puede echar un vistazo más de cerca a estos dos grupos. La estructura de Co es
{\displaystyle \mathbb {Z} _{3}^{7}\times \mathbb {Z} _{2}^{11},\ }
ya que el grupo de rotaciones de cada cubo de esquina (respectivamente borde) es {\displaystyle \mathbb {Z} _{3}} (respectivamente {\displaystyle \mathbb {Z} _{2}}), y en cada caso todos menos uno pueden rotarse libremente, pero estas rotaciones determinan la orientación del último. Al notar que hay 8 esquinas y 12 aristas, y que todos los grupos de rotación son abelianos, se obtiene la estructura anterior.
Las permutaciones de cubos, Cp, son un poco más complicadas. Tienen los siguientes dos subgrupos normales disjuntos: el grupo de permutaciones pares en las esquinas A8 y el grupo de permutaciones pares en las aristas A12. Complementaria a estos dos subgrupos es una permutación que intercambia dos esquinas e intercambia dos aristas. Resulta que estos generan todas las permutaciones posibles, lo que significa que
{\displaystyle C_{p}=(A_{8}\times A_{12})\,\rtimes \mathbb {Z} _{2}.}
Juntando todas las piezas resulta que el grupo de cubos es isomorfo a
{\displaystyle (\mathbb {Z} _{3}^{7}\times \mathbb {Z} _{2}^{11})\rtimes \,((A_{8}\times A_{12})\rtimes \mathbb {Z} _{2}).}
Este grupo también puede describirse como el producto subdirecto
{\displaystyle [(\mathbb {Z} _{3}^{7}\rtimes \mathrm {S} _{8})\times (\mathbb {Z} _{2}^{11}\rtimes \mathrm {S} _{12})]^{\frac {1}{2}}},
en la notación de Griess.

### Generalizaciones
Cuando se tienen en cuenta las simetrías de las facetas centrales, el grupo de simetría es un subgrupo de
{\displaystyle [\mathbb {Z} _{4}^{6}\times (\mathbb {Z} _{3}^{7}\rtimes \mathrm {S} _{8})\times (\mathbb {Z} _{2}^{11}\rtimes \mathrm {S} _{12})]^{\frac {1}{2}}.}
(Esta falta de importancia de las rotaciones de las facetas centrales es un ejemplo implícito de un grupo cociente en funcionamiento, que protege al lector del grupo de automorfismos completo del objeto en cuestión).
El grupo de simetría del cubo de Rubik obtenido al desmontarlo y volver a montarlo es ligeramente mayor: concretamente es el producto directo
{\displaystyle \mathbb {Z} _{4}^{6}\times (\mathbb {Z} _{3}\wr \mathrm {S} _{8})\times (\mathbb {Z} _{2}\wr \mathrm {S} _{12}).}
El primer factor se debe únicamente a las rotaciones de las piezas centrales, el segundo únicamente a las simetrías de las esquinas y el tercero únicamente a las simetrías de los bordes. Los dos últimos factores son ejemplos de grupo simétrico generalizado, que a su vez son ejemplos de producto en corona. No hay ningún factor para la reorganización de las caras centrales, porque en prácticamente todos los modelos del cubo de Rubik, reorganizar estas caras es imposible con un simple desmontaje.
Los grupos simples que aparecen como cocientes en la serie de composición del grupo de cubos estándar (es decir, ignorando las rotaciones de la pieza central) son {\displaystyle A_{8}}, {\displaystyle A_{12}}, {\displaystyle \mathbb {Z} _{3}} (7 veces) y {\displaystyle \mathbb {Z} _{2}} (12 veces).

### Clases de conjugación
Se ha informado que el grupo del Cubo de Rubik tiene 81.120 clases de conjugación. La cifra se calculó contando el número de clases de conjugación pares e impares en los grupos de bordes y esquinas por separado y luego multiplicándolos, asegurando que la paridad total sea siempre par. Se debe tener especial cuidado al contar las llamadas clases de conjugación "sensibles a la paridad", cuyos elementos siempre difieren cuando se conjugan con cualquier elemento par frente a cualquier elemento impar.
| Grupo                 | Nº par | Nº impar | Nº sp (*) | Total  |
| --------------------- | ------ | -------- | --------- | ------ |
| Posiciones de esquina | 12     | 10       | 2         | 22     |
| Posiciones de arista  | 40     | 37       | 3         | 77     |
| Todas las posiciones  |        |          |           | 856    |
| Esquinas              | 140    | 130      | 10        | 270    |
| Aristas               | 308    | 291      | 17        | 599    |
| Cubo completo         |        |          |           | 81.120 |

(*) sp: sensibles a la paridad.